# Рогомбе, Роза Франсина
Роза Франсина Рогомбе (фр. Rose Francine Rogombé, в девичестве Этомба, 20 сентября 1942, Ламбарене, Французская Экваториальная Африка — 10 апреля 2015, Париж, Франция) — габонский государственный деятель, в течение 4 месяцев исполнявшая обязанности Президента Габона (2009).

## Биография
Принадлежит к народности галва, получила образование во Франции, по профессии юрист, член Габонской демократической партии (PDG). После возвращения в Габон в 1967 году стала одной из трёх женщин, впервые в истории страны ставших судьями. Занимала пост Государственного секретаря по Правам человека и продвижению женщин.
В начале 1990-х гг., после перехода страны к многопартийной системе, на время ушла из политики, став вице-президентом Специального уголовного суда.
На местных выборах в апреле 2008 года была избрана муниципальным советником в Ламбарене, в январе 2009 года победила на выборах в Сената Габона, став в феврале его председателем на 6-летний срок.
После смерти 8 июня 2009 года Омара Бонго исполняла обязанности президента Габона. На этом посту занималась организацией выборов президента (состоялись 30 августа 2009 года). Персональный состав правительства, назначенного Омаром Бонго, сохранился с небольшими изменениями, сын скончавшегося президента и участник президентской кампании Али Бонго занимал пост министра обороны. После отставки премьер-министра, имевшего президентские амбиции, в июле 2009 года из правительства были убраны все противники Али Бонго.
Выборы, организованные администрацией Рогомбе, проходили при негласной поддержке властями Али Бонго, которого остальные кандидаты тщетно требовали убрать из правительства (временно ушел с поста только за 2 недели до выборов). В преддверии выборов власти предприняли шаги, ограничивающие зону вещания СМИ, принадлежащих оппозиции.
После инаугурации Али Бонго вернулась на пост председателя Сената, который занимала вплоть до окончания полномочий в феврале 2015 года.
В 2007 году получила учёную степень в области теологии. В стране заметным событием стало решение политика в 2010 году направить 23000 рождественских игрушек в её родной город Ламбарене. 27 февраля 2015 года была назначена на пост председателя Сената Габона. 
10 апреля 2015 года Рогомбе умерла в больнице Парижа, куда приехала на лечение несколькими днями ранее.